# Provincia de Tizi Uzu
Tizi Uzu (en bereber: Tizi Wezzu) es un valiato de Argelia. Posee una extensión de territorio que ocupa una superficie de 3.568 km². Su capital es la ciudad de Tizi Uzu.

## Municipios con población en abril de 2008
- Abi Youcef 7,693
- Aghribs 12,474
- Agouni Gueghrane 9,692
- Aïn El Hammam 20,401
- Aïn Zaouia 17,320
- Aït Aouggacha 4,306
- Aït Bouaddou 14,435
- Aït Boumahdi 6,113
- Aït Chafâa 3,775
- Aït Khellili 11,627
- Aït Mahmoud 7,699
- Aït Oumalou 8,790
- Aït Toudert 8,521
- Aït Yahia 14,439
- Aït Yahia Moussa 20,426
- Akbil 8,898
- Akerrou 4,660
- Assi Youcef 14,789
- Azazga 34,683
- Azeffoun 16,847
- Beni Aïssi 7,628
- Beni Douala 21,551
- Beni Yenni 5,737
- Beni Ziki 3,832
- Beni Zmenzer 12,117
- Boghni 31,263
- Boudjima 15,628
- Bounouh 9,731
- Bouzguen 24,311
- Djebel Aissa Mimoun 20,268
- Draâ Ben Khedda 31,382
- Draâ El Mizan 38,886
- Freha 24,228
- Frikat 12,791
- Iboudraren 5,398
- Idjeur 10,301
- Iferhounène 12,460
- Ifigha 9,160
- Iflissen 14,311
- Illilten 9,142
- Illoula Oumalou 12,952
- Imsouhel 6,565
- Irdjen 13,149
- Larbaâ Nath Irathen 29,376
- Maâtkas 32,121
- Makouda 23,388
- Mechtras 12,683
- Mekla 24,237
- Mezrara 9,469
- M'Kira 17,690
- Ouacif 10,313
- Ouadhia 15,771
- Ouaguenoun 17,425
- Sidi Nâamane 10,688
- Souamaâ 9,954
- Souk El Thenine 14,660
- Tadmaït 22,838
- Tigzirt 11,962
- Timizart 28,996
- Tirmitine 19,027
- Tizi Gheniff 29,399
- Tizi N'Tleta 15,479
- Tizi Ouzou 135,088
- Tizi Rached 17,161
- Yakouren 12,203
- Yatafen 4,016
- Zekri 3,283

## División administrativa
La provincia está dividida en 21 dairas (distritos), que a su vez se dividen en 67 comunas (ciudades). Algunas de las localidades más importantes son: Aghrib, Azazga, Mizrana, Soumaa y Tadmait.

## Demografía
La población de la Provincia de Tizi Uzu es de 1.108.708  personas (cifras del censo del año 2008). La densidad poblacional es de 370,4 habitantes por cada kilómetro cuadrado de esta provincia.